# Catathelasma evanescens
Catathelasma evanescens är en svampart som beskrevs av Lovejoy 1910. Catathelasma evanescens ingår i släktet Catathelasma och familjen Tricholomataceae.   Inga underarter finns listade i Catalogue of Life.